# 旅するフランス語
『旅するフランス語』（たびするフランスご、L'invitation au voyage）は、NHK教育テレビジョンで放送されていたフランス語の語学番組。
本稿では、新型コロナウイルス感染症の流行の影響に鑑み、本番組相当枠にて2020年10月から2023年9月まで放送されていた『旅するためのフランス語』（たびするためのフランスご）についても記載する。

## 概要
本番組は旅をテーマとする。テキストは毎月18日に発売される。開始以降、旅人はずっと女性だったが、第4シリーズで初めて男性が起用された。
第4シリーズまでは、出演者は現地を旅しながら語学を学ぶため「旅人」であったが、事実上の第5シリーズ以降は旅に出るための番組であることから「旅人」ではなく「生徒」である。

## 放送時間
2016年10月 - 2019年3月
本放送：水曜日（火曜日深夜） 0時00分 - 0時25分
再放送：翌週月曜日 6時00分 - 6時25分
2019年4月 - 2022年3月
本放送：木曜日 23時30分 - 23時55分
再放送：翌週月曜日 6時00分 - 6時25分
2022年4月 - 2023年9月
本放送：火曜日 23時30分 - 23時55分
再放送：水曜日 14時00分 - 14時25分
　　　　翌週火曜日 6時00分 - 6時25分

## 出演者
第1シリーズ（本放送：2016年10月 - 2017年3月、リピート：2017年4月 - 9月）
常盤貴子
田口亜紀（監修）
ドミニク・シャニョン
酒巻光宏（トリスタン・ド・グドーの声）
トリスタン・ブルネ（トリスタン・ド・グドーの声）
ZAZ（ZAZと一緒に単語を学ぼう!）
第2シリーズ（本放送：2017年10月 - 2018年3月、リピート：2018年4月 - 9月）
常盤貴子
田口亜紀（監修）
アルノ・ル・ギャル
酒巻光宏（トリスタン・ド・グドーの声）
トリスタン・ブルネ（トリスタン・ド・グドーの声）
第3シリーズ（本放送：2018年10月 - 2019年3月、リピート：2019年4月 - 9月）
黒木華
福田美雪（監修・ 獨協大学外国語学部フランス語学科准教授）
ボグダン・プロペック
葛城七穂（パッフェ先生の声）
ペリーヌ・アラン・ブルネ（スプーンちゃんの声）
千鳥ノブ（ナレーション）
第4シリーズ（本放送：2019年10月 - 2020年3月、リピート：2020年4月 - 9月）
柄本弾
西川葉澄（監修・ 慶應義塾大学総合政策学部専任講師）
ティノ・ブルーノ
ヴァンサン・デュレンベルジェ（ポチョックの声）
平野文（ナレーション）
旅するためのフランス語　第1シリーズ（本放送：2020年10月 - 2021年3月、リピート：2021年4月 - 9月）
須藤温子
西川葉澄（監修・講師）
クロエ・ヴィアート （順天堂大学准教授）
ジスラン・ムートン
西村ちなみ（ナレーション）
旅するためのフランス語　第2シリーズ（本放送：2021年10月 - 2022年3月、リピート：2022年4月 - 9月）
旅するためのフランス語　第3シリーズ（本放送：2022年9月 - 2023年3月、リピート：2023年4月 - 9月）
千葉一磨
松川雄哉（監修・講師）
クロエ・ヴィアート （順天堂大学准教授）
ジスラン・ムートン
根本圭子（ナレーション）